# Lucy Kortram
Lucia Hèlen (Lucy) Kortram (Paramaribo, 16 juni 1948) is een Nederlands socioloog en multicultureel adviseur van Surinaamse afkomst. In de periode 1998-2002 was ze Kamerlid namens de Partij van de Arbeid (PvdA).
Na de lagere school, mulo en Algemene Middelbare School in Paramaribo te hebben gevolgd, ging Kortram in 1964 in Den Haag naar het Thorbecke Lyceum, waar ze in 1968 haar vwo-diploma haalde. Daarna studeerde ze van 1970 tot 1981 sociologie aan de Rijksuniversiteit Groningen. Ze promoveerde in 1990 aan de Katholieke Universiteit Nijmegen in pedagogisch en andragogische wetenschappen op het proefschrift De cultuur van het oordelen: Oordeelsvorming in inter etnische relaties.

## Kamerlidmaatschap
Kortram was eigenares van een multiculturele adviespraktijk. Ze maakte kennis met Jacques Wallage, waarna ze in 1997 door de PvdA werd uitgenodigd zich kandidaat te stellen voor een Kamerlidmaatschap. De commissie-Dunning zette haar op plaats 29 van de kieslijst. Kortram haalde 1585 voorkeurstemmen en zat van 1998 tot 2002 voor de PvdA in de Tweede Kamer der Staten-Generaal. Zij hield zich bezig met schooluitval, spijbelbeleid, medezeggenschap, intercultureel onderwijs, onderwijs in een multiculturele samenleving en kwaliteitsbeleid. Daarnaast hadden ouderenhuisvesting, en wonen en zorg haar belangstelling. Ze zette als eerste het vraagstuk van pesten op school op de Kameragenda. Ook multicultureel bouwen wist zij op de politieke agenda te plaatsen. In de grote PvdA-fractie van 45 leden wist zij zich echter nauwelijks een positie als fractiewoordvoerder te verwerven, volgens eigen zeggen mede doordat Wallage zijn afspraak dat zij primair onderwijs in haar portefeuille zou krijgen, niet nakwam. In februari 2001 kwam Kortram in botsing met onderwijsspecialist Marleen Barth die zonder overleg een motie had ingediend, en Kortram in NRC Handelsblad van leugenachtigheid betichtte. Barth bood hiervoor later haar excuses aan. In mei van dat jaar werd Kortram met Enric Hessing tot meest onbekende Kamerlid verkozen. In december 2001 besloot een commissie onder leiding van Hans Ouwerkerk haar voor de verkiezingen in 2002 niet op een verkiesbare plaats te zetten.
Van 2003 tot 2007 was Kortram lector 'Diversiteit en de multiculturele competentie' aan de faculteit Maatschappij en Recht van de Hogeschool Utrecht.
Kortram is aangesloten bij de Evangelische Broedergemeente Suriname.